# Koninkrijk Bosnië
Het Koninkrijk Bosnië (Bosnisch: Bosansko kraljevstvo, Босанско краљевство) was een middeleeuws koninkrijk dat voortkwam uit het banaat Bosnië. 

## Geschiedenis
In 1353 werd Tvrtko I van het huis Kotromanić de nieuwe ban van het banaat. In 1377 kroonde hij zichzelf tot koning. Na zijn dood in 1391 verloor het land al veel van zijn aanzien. Het Ottomaanse Rijk begon in de vijftiende eeuw de Balkan te belegeren en in 1463 werd Bosnië de meest westelijke provincie. 
De laatste koning van het koningrijk Bosnië was Matija Vojsalić het laatste lid van het Huis Hrvatinić. 